# Oscar Ekholm
Oscar Birger Ekholm, född 14 juni 1861, Arvid Davids backe 11, Maria församling, Stockholm, död 5 januari 1890, Härnösand, svensk fotograf, främst känd för de bilder han tog under Vanadis världsomsegling. 

## Ungdomsåren
Oscar Ekholm var son till Hedvig Söderqvist (1826-1892, född Lindberg) och murareverkmästare Pehr Jansson Ekholm (1820-1866). Oscar hade totalt fem bröder om man räknar in halvsyskon. En av dem var arkitekten och storebror Fredrik Ekholm. Fadern dog redan 1866 och 1867 gifte Hedvig om sig med gruvarbetare Per August Söderqvist (1853-1893) som då endast var 24 år gammal. Den nya maken försvann dock till Amerika. Under tonåren gick Oscar till sjöss som jungman och var ute i åtminstone 16 månader. Oscar blev därefter fotografelev hos August Robert Roesler på Drottninggatan 23 ca 1880. 

## Vanadis världsomsegling
Etnografen Hjalmar Stolpe var en av de vetenskapsmän som skulle delta i världsomseglingen med Vanadis och han hade lyckats få medel för att ta med en fotograf. Det var många som var intresserade men Stolpe hade tidigare samarbetat med Ekholms mamma Hedvigs bror, fotografen Carl Fredrik Lindberg. Han kände på så sätt redan till den unge fotografen Oscar Ekholm som hade erfarenhet av sjömanslivet. Och Roesler rekommenderade honom. För Ekholm var detta naturligtvis en fantastisk möjlighet. Vanadis lämnade Karlskrona i början av december 1883. Under resan tog Ekholm ca 700 bilder vilka idag förvaras på Etnografiska museet, Stockholm. Stolpe skrev inledningsvis  flera artiklar i Stockholms Dagblad där han uttryckte hur nöjd han var över sin fotograf. När Vanadis kom till Indien valde Stolpe att lämna expeditionen men Ekholm fortsatte med Vanadis till Stockholm dit fregatten kom tillbaks i maj 1885.

## Efter världsomseglingen
Efter hemkomsten till Sverige försökte Ekholm starta en fotostudio men verksamheten blev en besvikelse och Stolpe klagade dessutom på att han inte fått alla utlovade kopior. Ekholm flyttade till Sundsvall 1886 och till Härnösand 1887 och startade en fotoateljé. Han gifte sig med Anna Maria Vogel (1863-1934) ett år senare, 1888. Han dog kort därefter i tuberkulos 5 januari 1890 och bara ett år senare dog hans enda son. Paret fick aldrig några barn men Anna Maria fick en fosterdotter, Maja Boyesen (1877-1955). Oscar Ekholm är begraven på Norra kyrkogården, område 2 nr 416 i Lars Fredrik Vogels familjegrav.

## Oscar Ekholm i arkiven
Glasplåtarna från Vanadis världsomsegling finns på Etnografiska museet, Stockholm. Ytterligare kopior av dessa bilder finns på flera olika musser och arkiv, bland annat på Kungliga biblioteket, Uppsala universitet och Statens maritima museer. Även bilder från Ekholms verksamhet i Härnösand finns i arkiven.

## Fotografier tagna av Oscar Ekholm

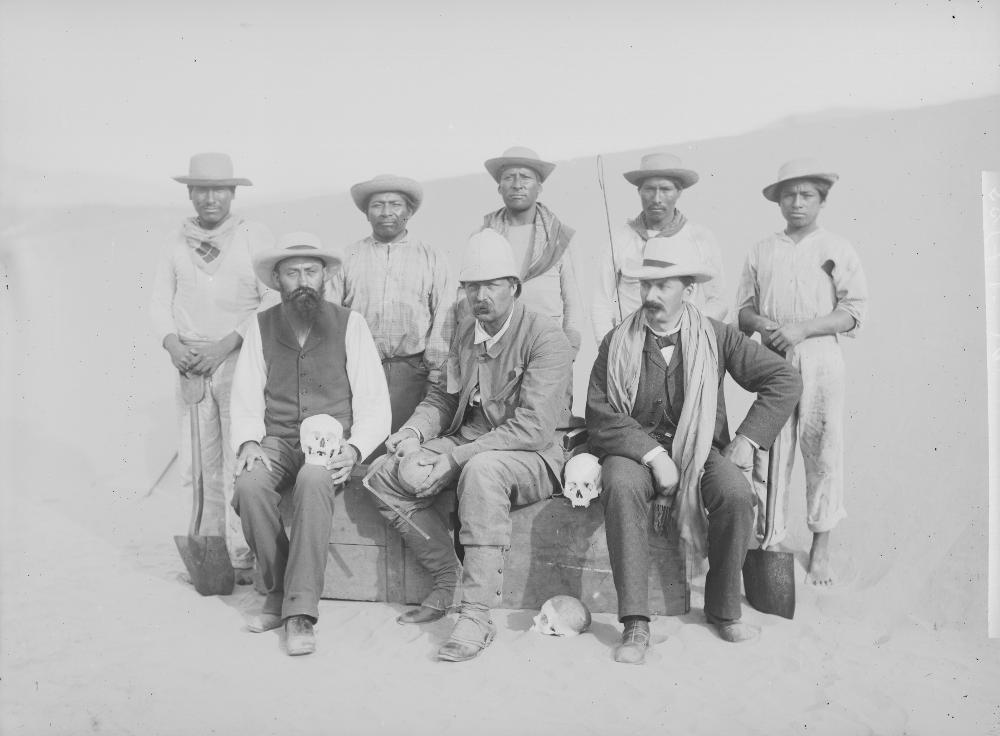
Ancon, Perut, april 1884, Vanadis världsomsegling.
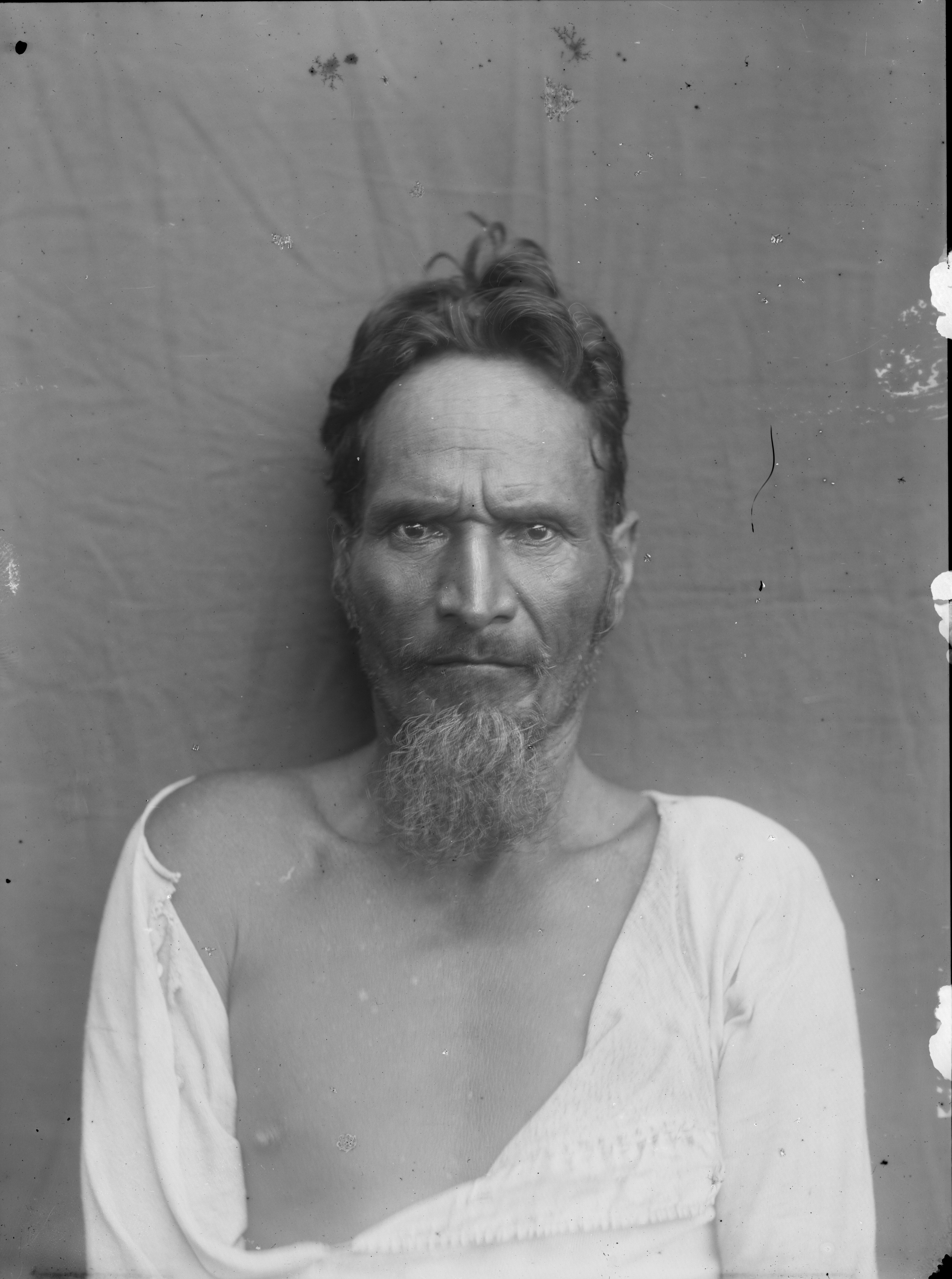
Porträtt av Tepano från Påskön (möjligen Vaka Ariki från Anakena), Tahiti,  maj 1884, Vanadis världsomsegling.
- Vanadis utanför Alexandria 1885, Vanadis världsomsegling.
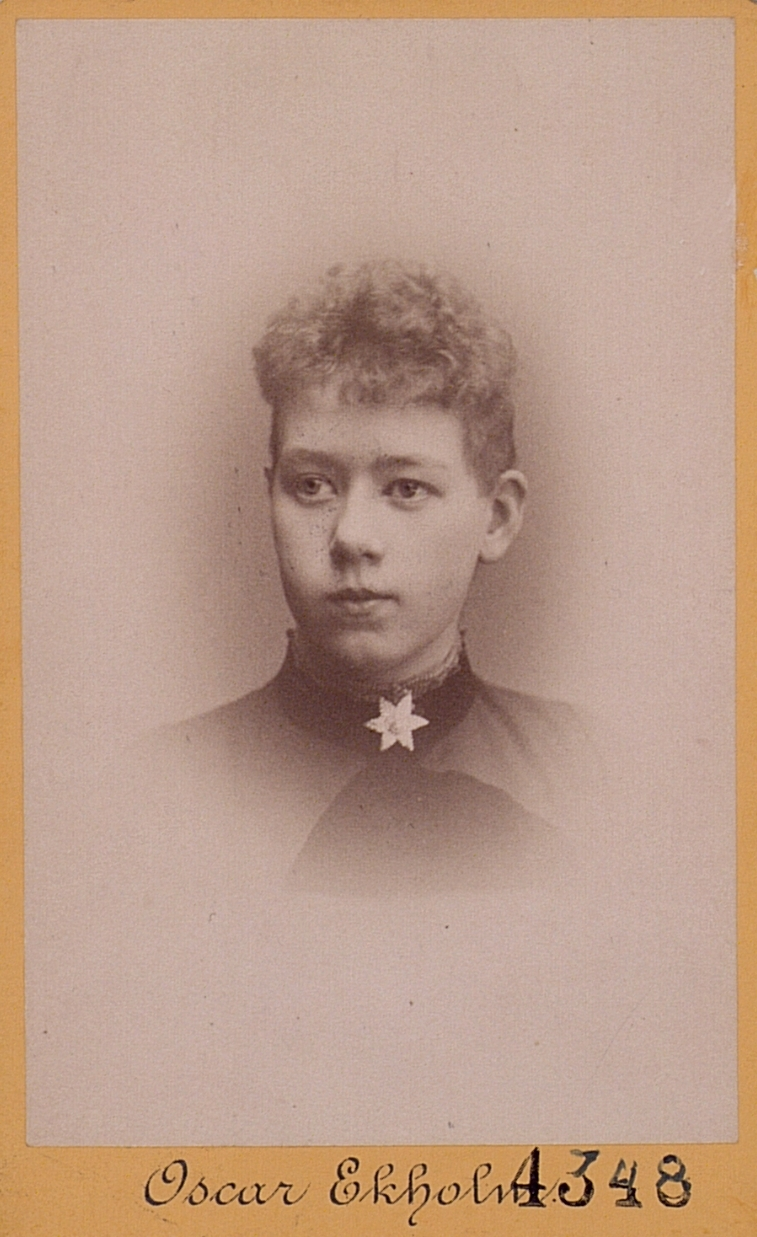
Porträtt av Hildur Nilsson, taget i Härnösand, 1888-1890.
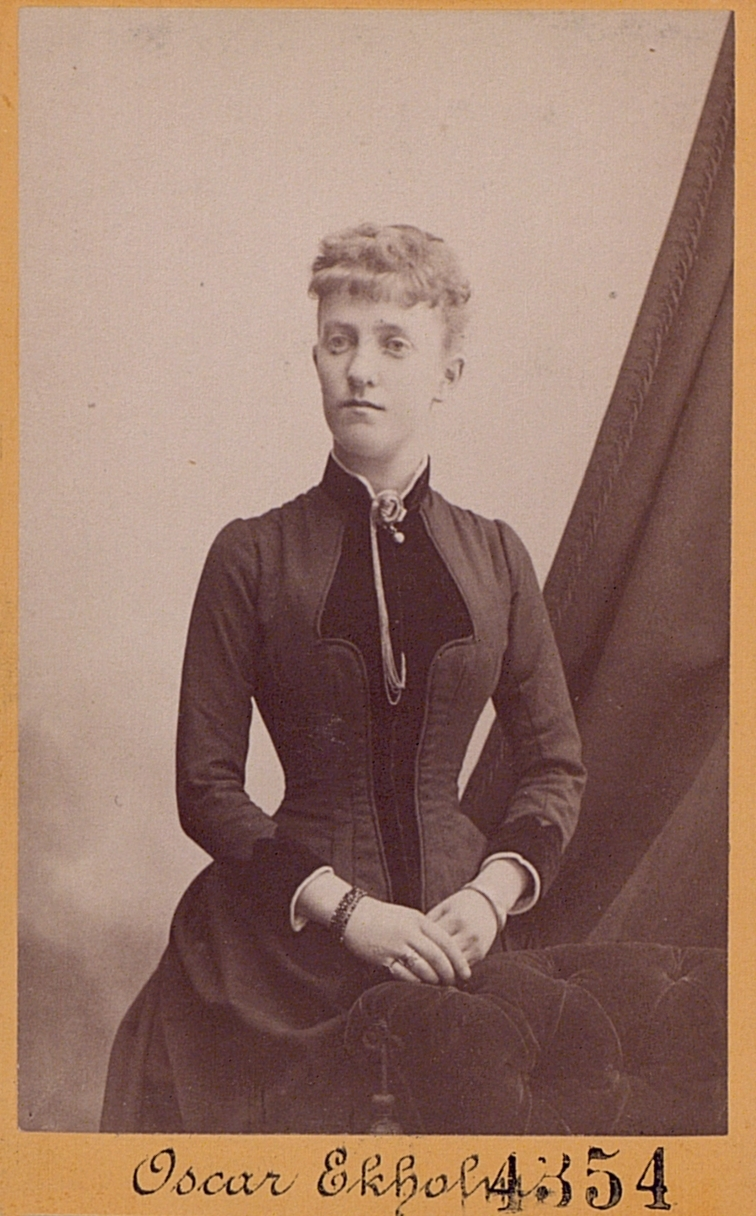
Porträtt av Anna Nilsson, taget i Härnösand, 1888-1890.